# Liekojärvi (sjö i Finland)
Liekojärvi är en sjö i Finland. Den ligger i kommunen Muonio i landskapet Lappland, i den norra delen av landet, 800 km norr om huvudstaden Helsingfors. Liekojärvi ligger 257,1 meter över havet. Arean är 27,1 hektar och strandlinjen är 2,96 kilometer lång. Sjön  ingår i Torne älvs huvudavrinningsområde. 